# Enrico Barbin
Enrico Barbin (* 4. März 1990 in Treviglio) ist ein ehemaliger italienischer Radrennfahrer.
Barbin gewann im Jahr 2012 die Eintagesrennen Gran Premio della Liberazione, GP Industria e Commercio in Vendemiano und Trofeo Alcide Degasperi sowie eine Etappe des Giro Ciclistico d’Italia. Im Jahr 2013 schloss er sich dem Professional Continental Team Bardiani an, für das er zum Ende der Saison 2012 bereits als Stagiaire fuhr. Für diese Mannschaft gewann er bei der Tour de Langkawi 2017 eine Etappe. Bei dieser Mannschaft blieb er bis zu seinem Karriereende im Jahr 2019. Er erhielt nach gesundheitlichen Problemen keinen neuen Vertrag bei dieser oder einer anderen Mannschaft.

## Erfolge
2012
- Gran Premio della Liberazione
- GP Industria e Commercio (Vendemiano)
- Trofeo Alcide De Gasperi
- eine Etappe Giro Ciclistico d’Italia

2017
- eine Etappe Tour de Langkawi

## Grand-Tour-Platzierungen
| Grand Tour            | 2014 | 2015 | 2016 | 2017 | 2018 | 2019 |
| --------------------- | ---- | ---- | ---- | ---- | ---- | ---- |
| Giro d’ItaliaGiro     | 119  | DNF  | –    | 124  | 94   | DNF  |
| Tour de FranceTour    | –    | –    | –    | –    | –    | –    |
| Vuelta a EspañaVuelta | –    | –    | –    | –    | –    | –    |